# Hymn Republiki Środkowoafrykańskiej
La Renaissance („Odrodzenie”) – hymn Republiki Środkowoafrykańskiej, stosowany od 1960 roku.
Autorem słów hymnu jest późniejszy premier Barthélémy Boganda. Muzykę skomponował Herbert Pepper, który jest także kompozytorem muzyki do hymnu Senegalu.

## Tekst wjęzyku francuskim
O Centrafique, ô berceau des Bantous!
Reprends ton droit au respect, à la vie!
Longtemps soumis, longtemps brimé partout,
Mais de ce jour brisant de la tyrannie.
Dans le travail, l'ordre et la dignité,
Tu reconquiers ton droit, ton unité,
Et pour franchir cette étape nouvelle,
De nos ancêstres la voix nous appelle.
Refren:
Au travail dans l'ordre et la dignité,
Dans le respect du droit dans l'unité,
Brisant la misère et la tyrannie,
Brandissant l'étendard de la Patrie.

## Tekst wjęzyku sango
Bêafrîka, mbeso tî âBantu
Kîri mo gbû gîgî tî mo-mvenî
Mo bâa pâsi na gbe tî âzo kûê
Me fadësô, mo ke na kürü gô
Mo sö benda, mo bûngbi kûê ôko
Na kusâra ngâ na nëngö-terê
Tî tö ndâ tî finî dutï tî ë sô
E mä gbegô tî_âkötarä tî ë
Refren:
E gbû kua nzönî na nëngö-terê
E kpë ndiä nzönî na mängö-terê
E kinda wasïöbê, ë tomba pâsi
E yâa bandêra tî ködrö tî ë!